# アンリ・ドルレアン (1867-1901)
アンリ・ドルレアン（Henri d'Orléans, 1867年10月16日 - 1901年8月9日）は、フランスの探検家。旧王族オルレアン家の一員で、7月王政時代のフランス王ルイ・フィリップの曾孫。

## 生涯
オルレアン家のシャルトル公ロベールと、その妻でジョアンヴィル公フランソワの娘であるフランソワーズの間の次男として、ロンドン、ハム地区のモーガン・ハウス（Morgan House）で生まれ、アンリ・マリー・フィリップ（Henri Philippe Marie）と名付けられた。両親は同族の従兄妹同士の間柄である。弟のギーズ公ジャンは後にオルレアン家の家督を継いでいる。
1889年、父の勧めと出資により、探検家ガブリエル・ボンヴァロらと一緒にシベリアからシャムに向かう冒険旅行に向かった。この旅行はチベット高原の山岳地帯を縦断しながら詳細な調査記録を残すものであり、パリ地理学協会は調査団に金メダルを授与した。この調査旅行の記録は1892年に発表されている。

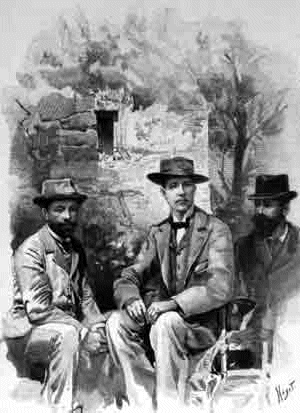
トンキンに滞在中のアンリ（中央）、1895年頃

1892年、アンリは東アフリカで短期間調査旅行をした後、マダガスカルを経由してフランス領インドシナの主都トンキン（現在のハノイ）に着いた。トンキンからアッサム州に向かって調査を行い、エーヤワディー（イラワジ）川に関する重要な調査結果を残した。この功績によりパリ地理学協会に表彰されたほか、レジオン・ドヌール勲章を授けられた。
フランス帝国主義者だったアンリは大のイギリス嫌い（Anglophobia）で、大英帝国の勢力拡大に対して呵責ない非難を浴びせていたが、ロンドン社交界では探検家のプリンスとして丁重に扱われ、王立地理学会も金メダルを授与している。

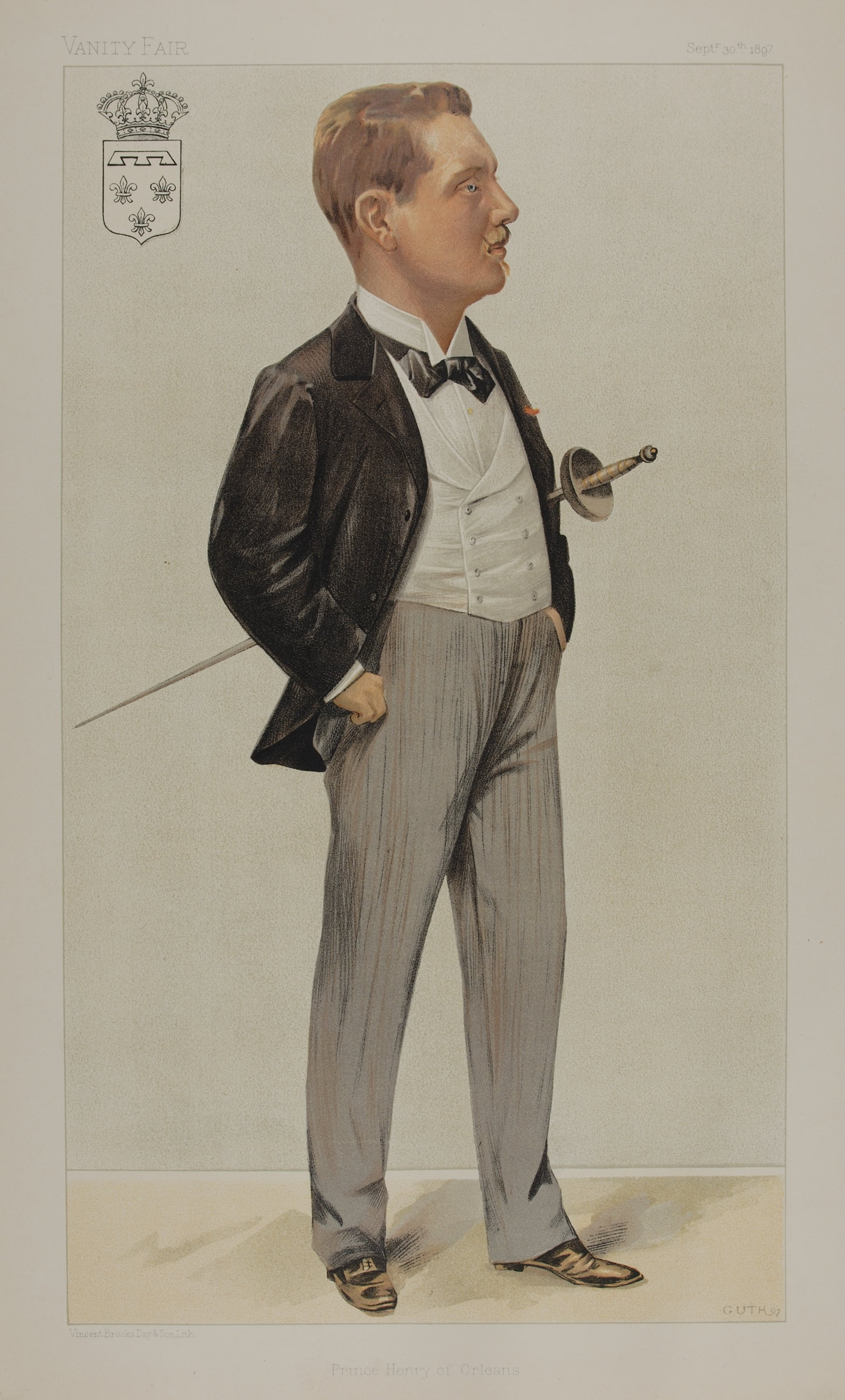
1897年9月30日付『バニティ・フェア』誌掲載のアンリの風刺画

1897年、アンリはエチオピアを旅行した後、「フィガロ」紙に寄稿した記事の中で、第1次エチオピア戦争でエチオピア軍の捕虜となったイタリア兵を「臆病者」呼ばわりし、この発言がヨーロッパ諸国に大きな波紋を投じた。アンリはイタリア王族のトリノ伯ヴィットーリオ・エマヌエーレから決闘を申し込まれ、1897年8月15日に、パリ近郊のヴォークレソン、ボワ・ド・マルショー（Bois de Marechaux）で、剣による決闘が行われた。このときアンリは右脇腹を刺されて負傷し、決闘に敗れた。
1901年、仏領インドシナのサイゴン（現在のベトナム領ホーチミン）でマラリアに冒されて亡くなった。33歳だった。

## 著作
- Gabriel Bonvalot et Henri d’Orléans, De Paris au Tonkin à travers le Tibet inconnu, Hachette, Paris, 1892 (ouvrage disponible en ligne dans sa version anglaise). Ouvrage réédité en mars 2008 chez Olizane éditions, dans la collection « Objectif Terre » ISBN 2880863635.
- Gabriel Bonvalot, Henri d’Orléans et alii, Fous du Tibet, Six Decouvreurs du Toit du Monde, Les Riaux, 2007. ISBN 9782849010587
- Henri d’Orléans, Autour du Tonkin, Calmann-Lévy, Paris, 1894. (Ouvrage disponible en ligne)
- Henri d'Orléans, Du Tonkin aux Indes, Calmann-Lévy, Paris, 1898.